# Le Nécromancien
Cet article concerne le jeu vidéo. Pour le Nécromancien de Bilbo le Hobbit, voir Sauron.
Le Nécromancien est un jeu d'aventure textuel écrit et réalisé par Patrick Leclercq, illustré par Orou Mama et publié par Ubisoft en 1987, présenté comme le premier d'une série intitulée Un logiciel dont vous êtes le héros, en référence à la collection de livres-jeux Un livre dont vous êtes le héros. Les choix se limitaient d'ailleurs à deux ou trois possibilités d'action pour chaque situation du jeu,,.

## Accueil
Le titre, lancé par Ubisoft en plein été 1987, réussit à réaliser le score honorable de 1 000 ventes pour le seul mois d'août, mois traditionnellement creux.  

## Références

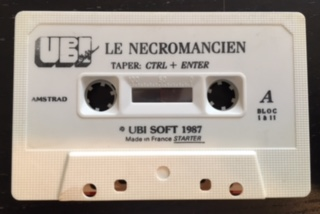
Cassette du jeu "Le Nécromancien" pour l'Amstrad CPC 464